# 勝手にブギウギ
『勝手にブギウギ』（かってにブギウギ）は、1991年の秋から数年間、日曜日の午後11時から30分間放送されていた石川テレビのローカル情報番組である。

## 概要
北陸朝日放送の開局によって放送枠が広がったのを受けて開始された番組で、毎回石川県内の料理店・レジャー施設などの情報や、その他の雑学的な話題をピックアップしていた。番組は竹内章（当時石川テレビアナウンサー、現在報道制作局長で定時ニュースも担当）をメイン司会に、アドバンス社のモデルや女性アナウンサーをサブ司会に据えて行われていた。
当時、この時間帯はフジテレビ系では『ミュージックフェア』が放送されていたが、スポンサー（塩野義製薬）事情により放送できないことから、必然的に自社制作番組等で代替編成をしないとならず、そのために作られた番組でもあった。